# Svågertorp
Svågertorp är ett delområde beläget i sydligaste Malmö, samt ett handels- och industriområde i Vintrie. Ursprungligen var Svågertorp en småfolksbebyggelse i Fosie socken som byggdes upp kring sekelskiftet 1900. Många av de lantarbetare som arbetade på de stora gårdarna i utkanten av Malmö bodde här. I samband med byggandet av Öresundsbron revs hela bebyggelsen 1995-2000 för att ge plats åt ett industriområde som Malmö stad planlade nära brofästet.
Svågertorp har ett stort handelsområde, där exempelvis Bauhaus, K-rauta, Ilva, Stadium, Plantagen, Ikea och Biltema finns. Enligt SCB:s statistiska avgränsning för handelsområden för år 2010 hade Svågertorps handelsområde 26 arbetsställen för handel med 950 anställda. Enligt avgränsningen för år 2015 som gjordes med annan metod ingick Svågetorp i ett handelsområde med koden H1280001. Detta område hade alltjämt 26 arbetsställen med 1050 anställda.
Ikea har ett 44 000 kvadratmeter stort varuhus vid Svågertorp. Detta varuhus är världens tredje största Ikea-varuhus och invigdes den 20 oktober 2009. Det nya varuhuset ersatte det tidigare som låg i delområdet Bulltofta.
I Svågertorp finns även Svågertorps station som trafikeras av Pågatåg mot Trelleborg, medan tågen mot Ystad/Simrishamn enbart passerar, och Öresundstågen mot Köpenhamn som förr stannade på stationen går via Hyllie nuförtiden. Det bor inte så många i närheten, utan stationen är till för byten mellan färdmedel, i första hand från tåg till egen bil eller stadsbuss. Svågertorp är ändhållplats på linje 7,10 och 13. Många danskar har skaffat bostad med passande stadsbussförbindelse eller kort bilresa till Svågertorp då bostadspriserna är mycket lägre än i Köpenhamn. Denna funktion har dock ersatts av närbelägna Hyllie station sedan Citytunnelns öppnande i december 2010.
Svågertorp har även en park, Svågertorpsparken, med inslag av återskapningar av stenålderslämningar, samt informationskyltar om områdets historia.

## Galleri

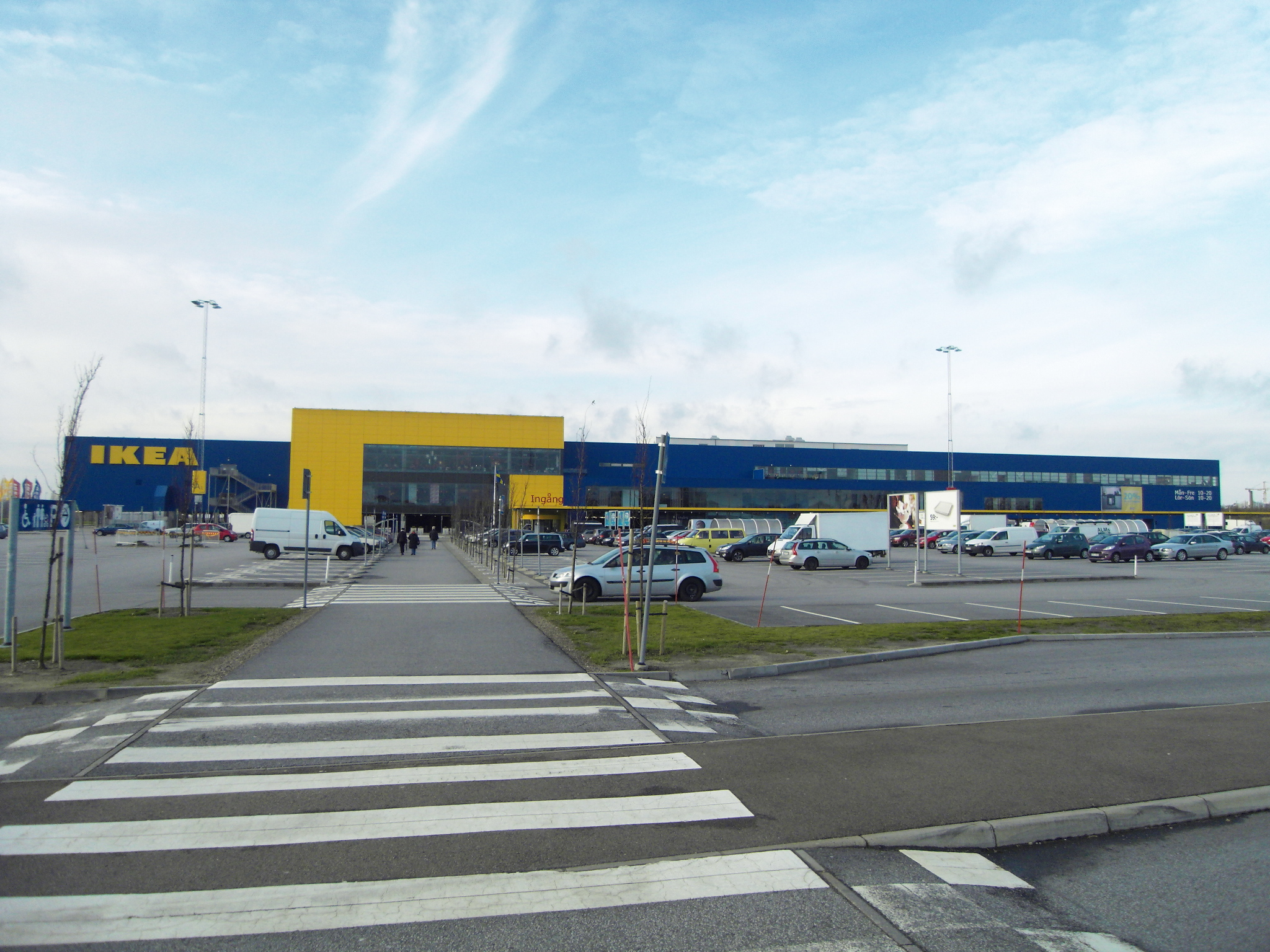
Ikea-varuhus
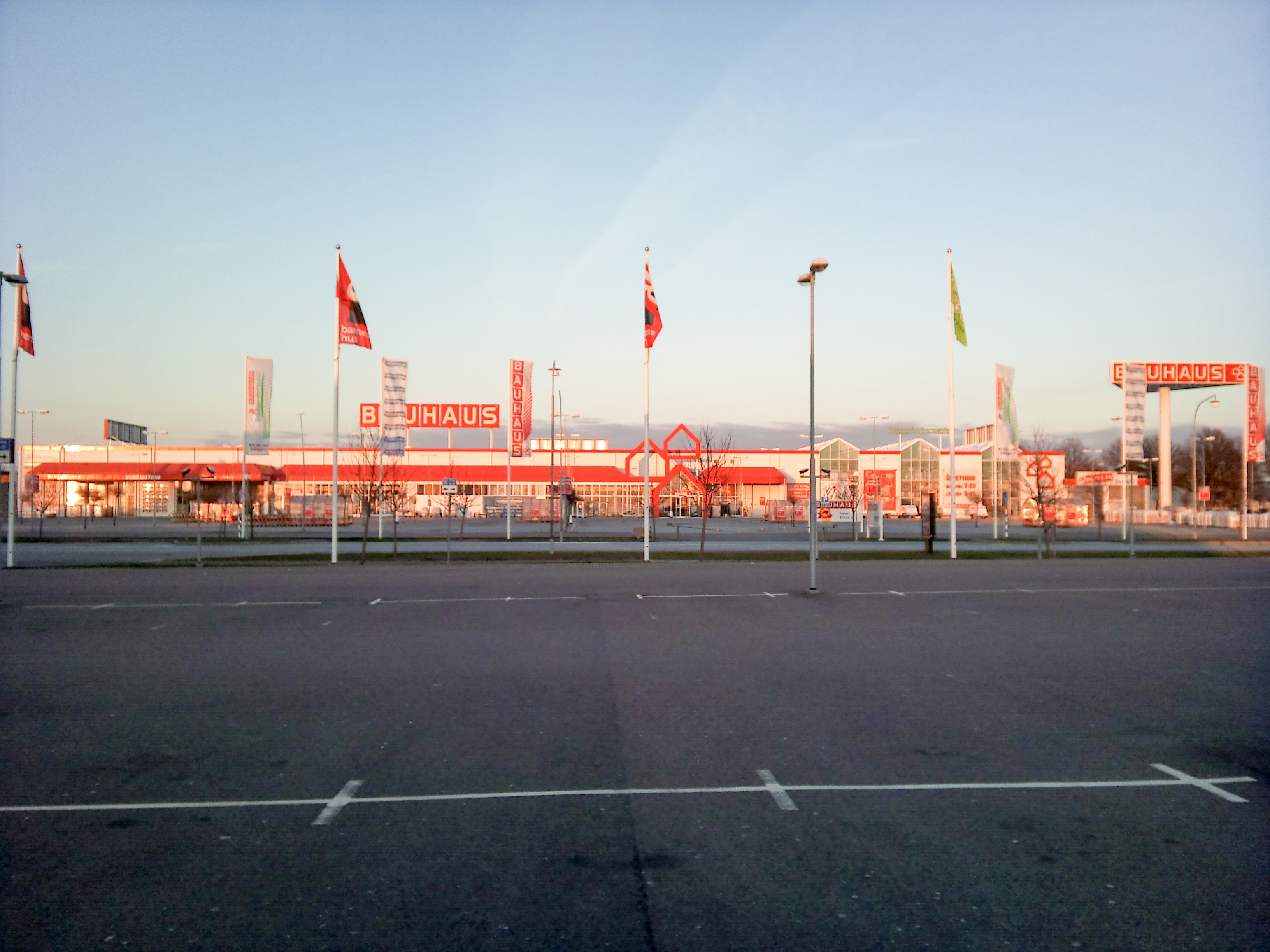
Bauhaus-varuhus
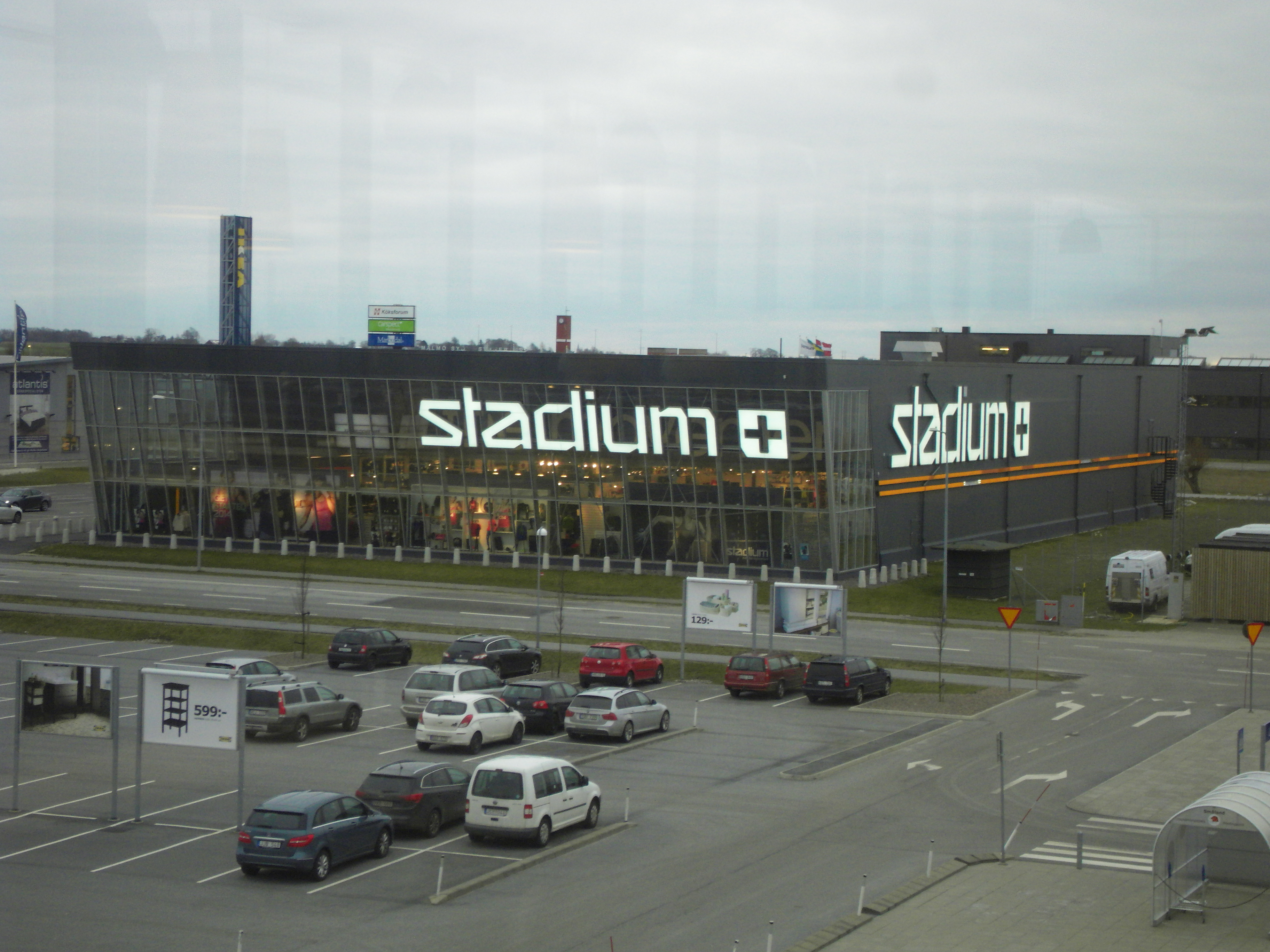
Stadium-butik
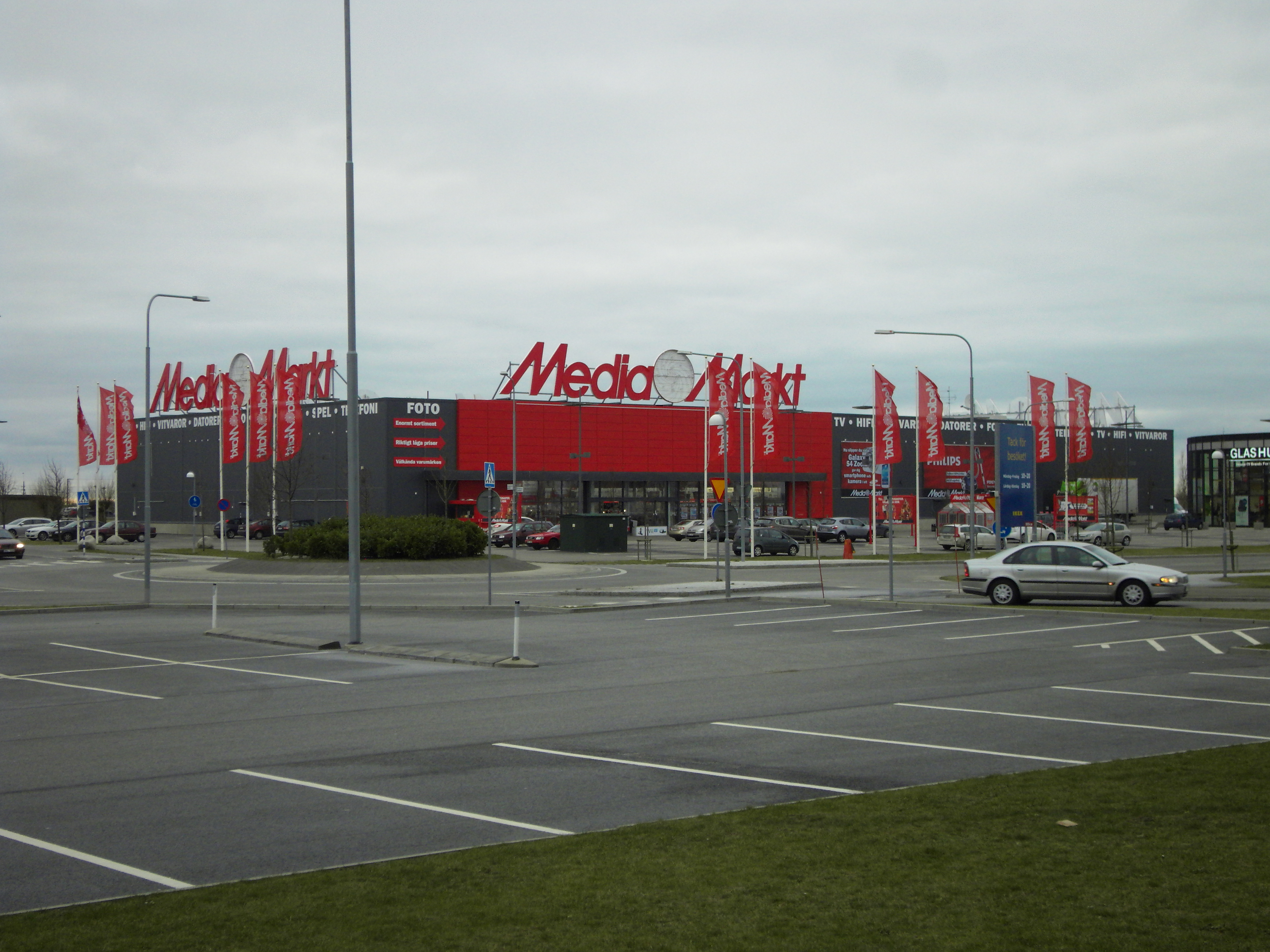
Media Markt-butik (senare Power)
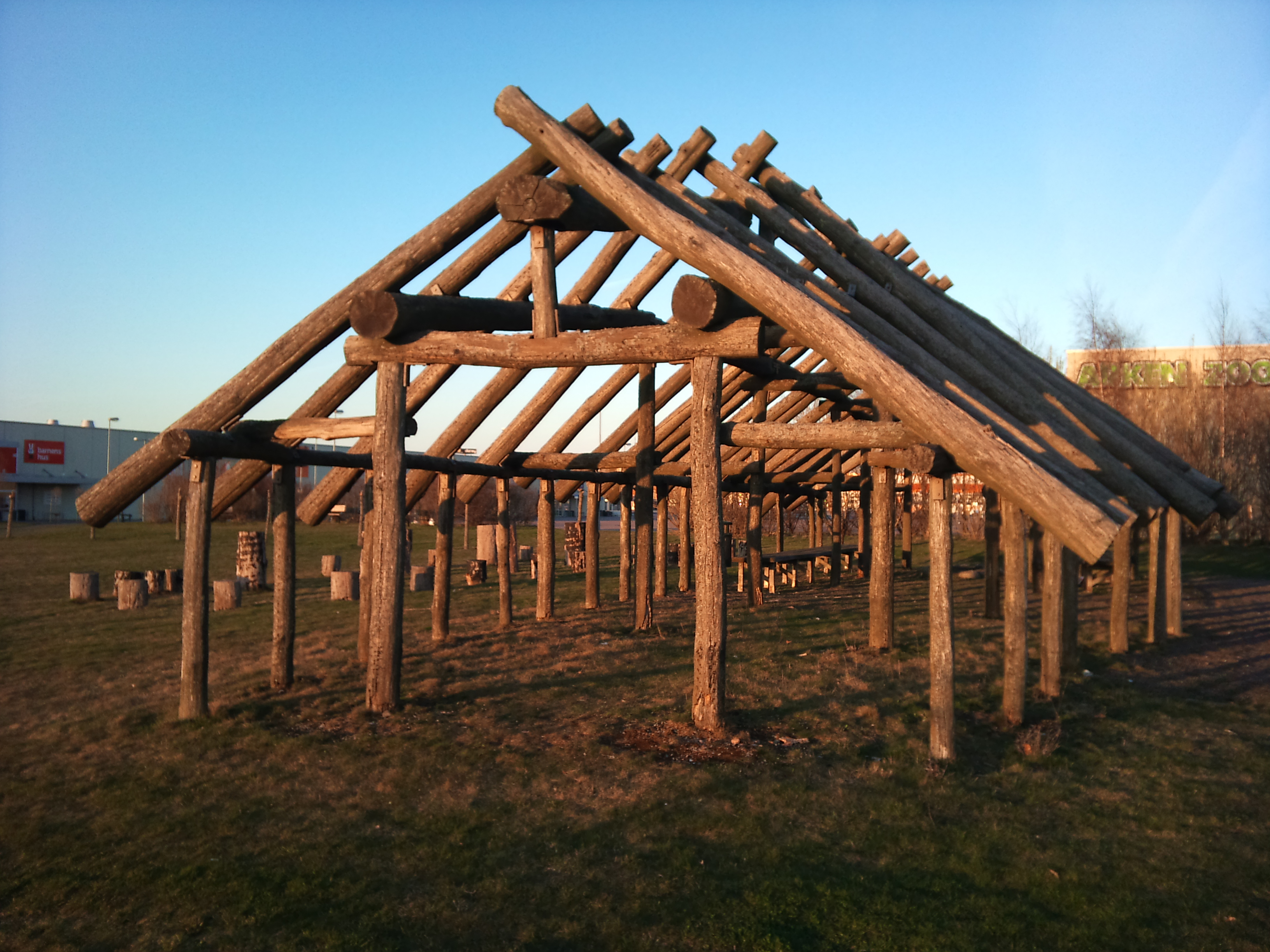
Återskapad stomme av långhus från stenåldern.

## Fotnoter
1. ↑  Malmö stad: Befolkning Arkiverad 16 oktober 2015 hämtat från the Wayback Machine. Läst maj 2015.
2. ↑  ”Handelsområden 2010 : Geografisk avgränsning och statistik”. Statistiska Meddelanden. Statistiska centralbyrån. 23 februari 2011. sid. MI 14 SM 1101. http://share.scb.se/ov9993/data/publikationer/statistik/mi/mi0804/2010a01/mi0804_2010a01_sm_mi14sm1101.pdf.
3. ↑  ”Handelsområden 2015; arbetsställen, anställda, areal, överlapp tätorter, koordinater”. Statistiska centralbyrån. 16 november 2018. https://www.scb.se/hitta-statistik/statistik-efter-amne/miljo/markanvandning/detaljhandelns-geografi/pong/tabell-och-diagram/handelsomraden/handelsomraden-2010/.
4. ↑  Nya IKEA Malmö Arkiverad 12 oktober 2009 hämtat från the Wayback Machine., Ikeas webbplats
5. ↑  Per Ek: Ikea flyttar till Svågertorp Arkiverad 4 juni 2007 hämtat från the Wayback Machine.(), Sydsvenskan 25 april 2007.
6. ↑  ”Danskarnas bosättningsmönster i Skåne”. Arkiverad från originalet den 25 maj 2012. https://archive.is/20120525112018/http://www.tendensoresund.org/sv/flyttstrommar/danskarnas-bosattningsmonster-i-skane. Läst 25 maj 2012.